# Intrarea dragonului
Intrarea dragonului (titlu original: Enter the Dragon, 龍爭虎鬥) este un film american cu spioni de arte marțiale din 1973 regizat de Robert Clouse. Rolurile principale au fost interpretate de actorii Bruce Lee, John Saxon și Jim Kelly.

## Distribuție
- Bruce Lee - Lee
- John Saxon - Roper
- Jim Kelly - Williams
- Ahna Capri - Tania
- Shih Kien - Han (dublat de Keye Luke)[3]
- Bob Wall - O'Hara
- Angela Mao Ying - Su Lin
- Betty Chung - Mei Ling
- Geoffrey Weeks - Braithwaite
- Yang Sze - Bolo
- Peter Archer - Parsons
- Jackie Chan - nemenționat, cameo